# Juan Aulí
Juan Bautista Aulí Caldentey (Felanich, Baleares, 19 de diciembre de 1796 - ibídem, 10 de enero de 1869) fue un compositor y organista español.

## Obras
- Misa de coro, ed. Antonio Noguera (Palma de Mallorca, 1887); Misa del Santísimo Sacramento; Te Deum; Stabat Mater; Himnos a San Pedro, Inmaculada Concepción, San Juan Bautista, y Beata Catalina Thomás.
- Obras escénicas: La doncella de Misolongi; Norma; El Sepultero; Grecia.
- Piano: Vals; Rigodón; Pasodoble; Variaciones en si bemol.